# Маленький человек
«Ма́ленький человек» — тип литературного героя, который появился в русской литературе с появлением реализма, то есть в 20—30 годах XIX века.
Первым образом маленького человека стал Самсон Вырин из повести А. С. Пушкина «Станционный смотритель». Традиции Пушкина продолжил Н. В. Гоголь в повести «Шинель».
Маленький человек — это человек невысокого социального положения и происхождения, не одарённый выдающимися способностями, не отличающийся силой характера. И Пушкин, и Гоголь, создавая образ маленького человека, хотели напомнить читателям, привыкшим восхищаться романтическими героями, что самый обыкновенный человек — тоже человек, достойный сочувствия, внимания, поддержки.
К теме маленького человека обращаются также писатели конца XIX и начала XX века: А. П. Чехов, А. И. Куприн, М. Горький, Л. Н. Андреев, Ф. Сологуб, А. Т. Аверченко, К. А. Тренёв, И. С. Шмелёв, С. С. Юшкевич, А. Мещеряков. Силу трагизма маленьких людей — «героев зловонных и тёмных углов» (А. А. Григорьев) — верно определил Пётр Вайль:
Маленький человек из великой русской литературы настолько мал, что дальнейшему уменьшению не подлежит. Изменения могли идти только в сторону увеличения. Этим и занялись западные последователи нашей классической традиции. Из нашего Маленького человека вышли разросшиеся до глобальных размеров […] герои Кафки, Беккета, Камю […]. Советская культура сбросила башмачкинскую шинель — на плечи живого Маленького человека, который никуда, конечно, не делся, просто убрался с идеологической поверхности, умер в литературе.
Из многогранной литературной галереи маленьких людей выделяются герои, стремящиеся получить всеобщее почтение через изменение своего материального статуса или внешнего облика («Лука Прохорович» Е. Гребёнки, 1838); охваченные страхом перед жизнью («Человек в футляре» А. Чехова, 1898; «Наш человек в футляре» В. Пьецуха, 1989); которые в условиях подавляющей бюрократической действительности заболевают психическими расстройствами («Двойник» Ф. Достоевского, 1846; «Дьяволиада» М. Булгакова, 1924); у которых внутренний протест против общественных противоречий уживается с болезненным стремлением возвысить себя, приобрести богатство, что в итоге приводит их к потере рассудка («Записки сумасшедшего» Н. Гоголя, 1834; «Двойник» Ф. Достоевского); которых страх перед начальством приводит к сумасшествию или к смерти («Слабое сердце» Ф. Достоевского, 1848, «Смерть чиновника» А. Чехова, 1883); которые, опасаясь подвергнуть себя критике, изменяют своё поведение и мысли («Хамелеон» А. Чехова, 1884; «Весёлые устрицы» А. Аверченко, 1910); которые могут обрести счастье только в любви к женщине («Старческий грех» А. Писемского, 1861; «Горы» Е. Попова, 1989; «Гранатовый браслет» А. И. Куприна, 1910); которые хотят изменить свою жизнь путём применения магических средств («Верное лекарство» Е. Грёбенки, 1840; «Маленький человек» Ф. Сологуба, 1905); которые из-за жизненных неудач решаются покончить с собой («Старческий грех» А. Писемского; «Рассказ о Сергее Петровиче» Л. Андреева, 1900); которые проходят череду невзгод, но с явной помощью высших сил и добрых людей, без особых усилий со своей стороны, получают заслуженную награду за свои страдания, существенно повышая свой жизненный и социальный уровень («Какой сам, такие и подарки» М. Софийского, 2023).
Маленький человек, не вписывающийся в каноны соцреализма, перекочевал в литературное подполье и стал существовать в бытовой сатире М. Зощенко, М. Булгакова, В. Войновича.
Также проблема маленького человека присутствует и в советской литературе, в частности, в рассказе Андрея Платонова «Юшка».
В современной русской литературе тема маленького человека продолжена, например, рассказами Татьяны Толстой «Петерс» и Марины Степновой «Антуанетточка».